# Crusader (Saxon)
Crusader è il sesto album dei Saxon, uscito nel 1984 per l'Etichetta discografica Carrere Records.

## Il disco
All'epoca venne visto come il disco del tradimento: i fan criticarono la produzione troppo pulita di Kevin Beamish, noto per i suoi trascorsi nell'AOR, ed alcuni brani giudicati troppo commerciali e radiofonici. Ciò comportò l'inizio del declino della fama dei Saxon, tanto a livello di vendite quanto di affluenza ai concerti; nonostante ciò la title track è da allora un pezzo forte dei concerti del gruppo e la cover di Set Me Free degli Sweet, gruppo glam rock britannico, riscosse un buon successo.
Attualmente Crusader è oggetto di un processo di rivalutazione che lo vede come un buon disco, riuscito anche nelle canzoni più commerciali.

## Tracce
1. The Crusader Prelude (Byford/Quinn/Oliver/Dawson/Glockler) - 1:05
2. Crusader (Byford/Quinn/Oliver/Dawson/Glockler) - 6:33
3. A Little Bit of What You Fancy (Byford/Quinn/Oliver/Dawson/Glockler) - 3:50
4. Sailing to America (Byford/Quinn/Oliver/Dawson/Glockler) - 5:03
5. Set Me Free (Scott) - 3:13 (Sweet Cover)
6. Just Let Me Rock (Byford/Quinn/Oliver/Dawson/Glockler) - 4:11
7. Bad Boys (Like to Rock N' Roll) (Byford/Quinn/Oliver/Dawson/Glockler) - 3:24
8. Do It All for You (Byford/Quinn/Dawson/Beamish) - 4:42
9. Rock City (Byford/Quinn/Oliver/Dawson/Glockler) - 3:16
10. Run for Your Lives (Byford/Quinn/Oliver/Dawson/Glockler) - 3:53

## Formazione
- Biff Byford - voce
- Graham Oliver - chitarra
- Paul Quinn - chitarra
- Steve Dawson - basso
- Nigel Glockler - batteria